# Greg Shaw (auteur)
Pour les articles homonymes, voir Greg Shaw et Shaw.
Greg Shaw, né Gregory Shaw, le 2 novembre 1979 à Gand (province de Flandre-Orientale), est un auteur de bande dessinée belge néerlandophone.

## Biographie
Gregory Shaw naît le 2 novembre 1979 à Gand,,. 
Il se forme artistiquement à l’Académie royale des beaux-arts de Bruxelles où il étudie la bande dessinée. Il y suit les cours de Gilles Demoortel. Il aime inventer des histoires insolites et tester les possibilités du médium. Il commence son parcours graphique par la publication d’un petit album tout en couleurs publié par Atrabile en octobre 2005. Il est intitulé Parcours pictural et présente une succession de rectangles colorés. Un album abstrait qui se passe de dessin et de scénario pour laisser place à la mise un scène et aux couleurs.
Deux mois plus tard, les éditions bruxelloises La Cinquième Couche sortent son second album atypique intitulé Veuve-Poignet, relevant de l'OuBaPo,,.
En 2006, il contribue à deux volumes collectifs : Le Coup de grâce, publié aux éditions La Cinquième Couche, où il réalise seul un récit de quatre pages intitulé Le Mystérieux Motard aux phares clignotants, et 40075km comics, publié par les éditions L'Employé du Moi, où il propose six pages d’un récit intitulé Frotte-motte. On le retrouve également en 2007 dans l’ouvrage collectif Bile Noire 10 x 10 des éditions Atrabile et dans Palace, aux éditions Warum en 2008, où il dessine une planche intitulée Les Cinq Sens.
En 2007, il participe à l’exposition 10x10 à Lausanne pour les 10 ans des Éditions Atrabile. 
2009 est une grande année pour Greg Shaw qui se voit confier les clés de la bibliothèque du Centre belge de la bande dessinée et est exposé à New York à l’occasion d’un ouvrage collectif de Fantagraphics Books : Abstract comics – The anthology 1967-2009 aux côtés de Robert Crumb et Lewis Trondheim,.

### Travelling square district
C’est en 2010 qu’il publie aux Éditions Sarbacane son œuvre intitulée : Travelling square district, où tout son récit est représenté sur l'illustration de la couverture de l’album. C'est une bande dessinée expérimentale où chaque case de son histoire est un fragment à peine adapté de cette illustration initiale et fondamentale. Selon le chroniqueur Alain Beuve-Méry du journal Le Monde : « L'auteur invente un polar qui s'étire en un très long travelling. ». La critique Laurence Le Saux du site BoDoï attribue quatre étoiles à cet ouvrage et relève l'hommage évident à Alfred Hitchcock entre Le Crime était presque parfait et Fenêtre sur cour. L'opus donne lieu à une exposition tenue du 20 avril au 16 mai 2010 à la Gallery du Centre belge de la bande dessinée qui marque pour l’occasion son ouverture à la bande dessinée moderne,.

### À la bédéthèque
Les années suivantes, jusqu’en 2021, sont surtout consacrées à la bibliothèque du CBBD, renommée « bédéthèque », et à ses contributions au fanzine de bande dessinée Vite! de son collègue Dennis Marien, également impliqué au CBBD, qui y publie notamment les planches et illustrations de David Wautier qui collabore activement à la bédéthèque. Parmi les contributions de Greg Shaw, notons : Statistic Love (2013) ; Restaurant Vytsakul (2014) ; Albèèèèèèrt!!! et Faire la cour en 40 jambes (2015), et La Voie lactée ou le lait est un poison, un récit à suivre de 2017 à 2018 qui fera l’objet d’un portfolio autoédité en 2024. Shaw livre le récit Curtains de 9 pages en papier découpé pour le dernier numéro de Vite intitulé Rideau dans son no 10 de 2021. En septembre 2019, il réalise un récit de 5 pages intitulé Rendez-vous à Sunny Sunday pour le troisième volume du collectif Kronikas, l'inventaire imaginaire sous la direction d’Étienne Schréder publié par la Maison Autrique simultanément en français, en russe et en espagnol. Le récit muet se déroule sur la place du Jeu de Balle dans le quartier des Marolles. 

#### Le Dessableur
Il est rédacteur en chef depuis 2021, de la revue trimestrielle bilingue Le Dessableur / Zandstraal qui propose entre autres de découvrir la bande dessinée belge d’avant 1930, publiée par le Centre belge de la bande dessinée. Ainsi sont proposées des évocations de Frans Masereel dans le no 3, de George Van Raemdonck avec Pascal Lefèvre dans le no 4, d’Edgard Tytgat dans le no 6, du journal Le Diable au corps dans le no 10, de Félicien Rops et Georges Ista dans le no 12 (des strips en référence aux reportages de Frédéric Pâques et Hugo Piette dans les numéros précédents), et de Richard de Querelles dans le no 13. Le no 14 de septembre 2024 est consacré à Draner.

#### Tomate Rouge et Crâne d'Œuf
En 2022, Lefèvre écrit aussi le scénario d'une bande dessinée éducative sur le pionnier de la bande dessinée flamande George Van Raemdonck, intitulée Tomate Rouge et Crâne d'Œuf. Elle est publiée dans Le Dessableur no 4. La version néerlandaise est intitulée Gepeld Eike en Rode Tomat. Pour ses recherches, Lefèvre visite l'A.M. de Jong Museum dans la ville néerlandaise de Nieuw-Vossemeer, dédié au scénariste de Bulletje en Boonestaak A.M. de Jong. Il imagine des personnages loufoques basés sur Bulletje en Boonestaak, nommés Crâne d'Œuf et Tomate Rouge. Crâne d'Œuf était le surnom de Van Raemdonck et la tomate fait référence au symbole du Parti social-démocrate des ouvriers, dans le journal du parti. Initialement, Lefèvre dessine lui-même la bande, mais Shaw n'étant pas satisfait du résultat, utilise les dessins de Lefèvre comme storyboards pour la création graphique de la bande dessinée dans son propre style.

### Vie privée
Il réside à Bruxelles.

## Œuvre

### Albums de bande dessinée
- Parcours pictural, Atrabile, Genève, 6 octobre 2005
Scénario et dessin : Greg Shaw - Couleurs : quadrichromie -  (ISBN 2-940329-20-6)
- Veuve-poignet[18],[6], La Cinquième Couche, Bruxelles, mars 2006
Scénario et dessin : Greg Shaw - Couleurs : quadrichromie -  (ISBN 2930356227),33 strips. Extrait en 4e de couverture de Eisner no 1,Podium uitgeverij, Amsterdam en 2008.
- Travelling square district[19],[20],[21],[22], Éditions Sarbacane, Paris, 1er trimestre 2010
Scénario, dessin et couleurs : Greg Shaw -  (ISBN 978-2-84865-357-0),Format carré.

### Collectifs
- Le Coup de grâce, La Cinquième Couche, coll. « F », Bruxelles, 26 août 2006
Scénario et dessin : collectif dont Greg Shaw - Couleurs : quadrichromie -  (ISBN 9782930356297),Participation : Le Mystérieux Motard aux phares clignotants (4 p.).
- 40075km comics, L'Employé du Moi, Bruxelles, janvier 2007
Scénario et dessin : collectif dont Greg Shaw - Couleurs : quadrichromie -  (ISBN 978-2-930360-13-3),Contribution : Frotte-motte (6 p.).
- Bile noire 10x10, Atrabile, Genève, septembre 2007
Scénario et dessin : collectif dont Greg Shaw - Couleurs : quadrichromie -  (ISBN 9782940329519),Contribution : 2e classe.
- Stupre : Palace : Revue érotique, littéraire et graphique, Warum, Paris, 19 avril 2008
Scénario et dessin : collectif dont Greg Shaw - Couleurs : quadrichromie -  (ISBN 978-2-915920-20-8),Contribution : Les Cinq Sens  (1 p.).
- 3. Kronikas, l'inventaire imaginaire, Maison Autrique, Bruxelles, septembre 2019
Scénario et dessin : collectif dont Greg Shaw - Couleurs : quadrichromie -  (ISBN 978-2-9601963-3-7),Contribution : Rendez-vous à Sunny Sunday (5 p.).

### Revues et journaux

#### La Crypte tonique
- Sauvage comme une image in La Crypte tonique no 4, 1er mai 2012 — illustration de l’éditorial.

#### Vite
- Statistic love (2 p.) in Vite no 3 : Prends-le bien, 13 septembre 2013.
- Sans titre (au son du jazz) (4 p.) in Vite no 4 : Au feu, 15 janvier 2014.
- Restaurant Vytsakul (4 p.) in Vite no 5 : Ça coule, 29 août 2014.
- Albèèèèèèrt !!! (2 p.) in Vite no 6 : Change, 18 juin 2015.
- Faire la cour en 40 jambes (4 p.) in Vite no 6 : Change, 18 juin 2015.
- La Voie lactée[14] in Vite nos 8-9, 2017 et 2018.
- Curtains (9 p.) in Vite no 10 : Rideau, 2021.

### Publications en anglais
- (en) Robert Crumb, Lewis Trondheim, Greg Shaw et al., Abstract comics – The anthology 1967-2009[10], Seattle, Washington, Fantagraphics Books, 11 août 2009, 204 p. (ISBN 9781606991572, présentation en ligne)

### Expositions

#### Expositions individuelles
- Travelling square district[4],[5], Gallery du Centre belge de la bande dessinée, Bruxelles du 20 avril au 16 mai 2010.

#### Expositions collectives
- 10x10[2] à Lausanne pour les 10 ans des Éditions Atrabile en 2007.

#### Livres
: document utilisé comme source pour la rédaction de cet article.
- Philippe Mellot, Michel Denni, Laurent Turpin et Isabelle Morzadec, Trésors de la bande dessinée : BDM 2025-2026 - Catalogue encyclopédique et Argus, Paris, Les Arènes, novembre 2024, 24e éd., 1839 p., ill. ; 23 cm (ISBN 979-10-37512-61-1, OCLC 1478218824, présentation en ligne), p. 249, 613, 1053, 1065, 1203, 1516, 1581.

#### Articles
- Greg Shaw (interviewé par Loïc Massaïa), « Entretien minimaliste », du9,‎ septembre 2009 (lire en ligne, consulté le 25 octobre 2024).
- Greg Shaw (interviewé par Shesivan alias Patrick Verlinden), « Interview BD "Greg Shaw" - Travelling Square District (Sarbacane) », Génération BD,‎ 11 mai 2010 (lire en ligne, consulté le 25 octobre 2024).